# Trigoniulus braueri
Trigoniulus braueri är en mångfotingart som beskrevs av Carl Graf Attems 1900. Trigoniulus braueri ingår i släktet Trigoniulus och familjen Trigoniulidae. Inga underarter finns listade i Catalogue of Life.